# Días hábil y natural
Los días naturales son absolutamente todos los días que conforman un año completo, sin influir en ningún caso las posibles condiciones que puedan tener de festivo, laborable, descanso laboral, fin de semana, etcétera. Dicho de otra manera, son la suma de días hábiles e inhábiles.
Los días hábiles o días laborables (habitualmente, aunque no siempre, sinónimos) son los días establecidos como válidos o computables para practicar actuaciones administrativas o procesales, es decir, aquellos días destinados oficialmente al trabajo, en oposición a los días festivos.
Los días festivos o días feriados son aquellos, por exclusión de la nomenclatura «laborable», que no son días plenamente susceptibles de ser laborables por diversas causas, como puede ser el domingo o cualquier celebración dentro del calendario de festivos, o de descanso sin ser claramente festivo, como suelen ser los sábados.

## Diferencia entre días naturales y días hábiles
Los días naturales son todos los 365 con los que cuenta el año (366 en año bisiesto). En cambio, los días hábiles son todos aquellos que no son festivos o de descanso por otras causas, como el sábado que no es festivo pero entra en el espectro de descanso de lo que entendemos como fin de semana. En algunos países, el día hábil coincide con o es equivalente al día laborable.
La diferencia entre ambos tipos de días es relevante para el cómputo de los plazos o términos, pues el resultado de contar días naturales o corridos puede resultar diverso de aquel que puede obtenerse contando solo los días hábiles.
La forma más clara de entendimiento es que los días hábiles suelen ser, por defecto, los únicos en los que trabajan, en general, las oficinas de administraciones públicas.
De hecho es su mayor uso, para calcular la realización de trámites administrativos y que los ciudadanos no pierdan tiempo de actuación en cuestión que los funcionarios no trabajen y no pueden realizar los trámites que necesiten o requieran los ciudadanos.

## Días laborables
Los días laborables o días hábiles son aquellos días comunes, que no son festivo en un calendario laboral oficial, en el cual deben desempeñarse regularmente las funciones laborales. Suelen ser los días lunes, martes, miércoles, jueves, viernes y sábados; en otros países, como Argentina, el sábado no suele considerarse como día laborable.
En resumen, un día laborable significa que es un día en el que se trabaja, pero por cuestiones varias como acciones administrativas públicas, se estipulan no laborables aquellos días que por alguna razón general y no individual de cada persona, no debe ser trabajado.

## Situación por país

### Colombia
Los días hábiles son de lunes a viernes, excepto los domingos y festivos; los días laborables son de lunes a sábado, excepto los domingos y festivos.
Desde el año 2021 las semanas son de 42 horas, de lunes a viernes, por lo tanto las 42 horas hábiles de amparo en una tutela de ley, van de lunes a lunes.

### España
- En España, a efectos procesales, son hábiles todos los días excepto los sábados, domingos, festivos y los días 24 y 31 de diciembre (de acuerdo con el artículo 182 de la Ley Orgánica del Poder Judicial -LO 6/1985 de 1 de julio-, redacción dada según Ley Orgánica 19/2003, de 23 de diciembre):[nota 1]

«Artículo. 182.
1. Son inhábiles a efectos procesales los sábados y domingos, los días 24 y 31 de diciembre, los días de fiesta nacional y los festivos a efectos laborales en la respectiva comunidad autónoma o localidad.
El Consejo General del Poder Judicial, mediante reglamento, podrá habilitar estos días a efectos de actuaciones judiciales en aquellos casos no previstos expresamente por las leyes.
2. Son horas hábiles desde las ocho de la mañana a las ocho de la tarde, salvo que la ley disponga lo contrario.»
No obstante, para la instrucción de las causas criminales son hábiles todos los días y horas del año sin excepción, incluidos sábados, domingos y festivos (artículo 201 de la Ley de enjuiciamiento criminal).
El dos de octubre de 2016 entró en vigor la Ley de Procedimiento Administrativo (Ley 39/2015)
- En procedimientos administrativos son hábiles todos los días excepto los sábados, los domingos y los declarados festivos según Ley 39/2015 (de acuerdo con el artículo 30.2 sobre el cómputo de plazos de la Ley del Procedimiento Administrativo Común de las Administraciones Públicas -Ley 39/2015, de 1 de octubre,-):[4]

«Art. 30. Cómputo de plazos.
(...)
2. 2. Siempre que por Ley o en el Derecho de la Unión Europea no se exprese otro cómputo, cuando los plazos se señalen por días, se entiende que estos son hábiles, excluyéndose del cómputo los sábados, los domingos y los declarados festivos.»

### México
En México, los días hábiles son los días con actividad laboral, es decir, aquellos en que el empleado o la empresa trabajan, independientemente de que sean o no días feriados (depende del criterio de la empresa). La denominación suele abarcar de lunes a viernes, y a veces los sábados, según el plan de trabajo, de modo que puede haber 5 o 6 días hábiles por semana. No se debe confundir los días hábiles con el horario de oficina. Finalmente, los días naturales son todos los días de la semana. 

### Venezuela
En Venezuela, los días hábiles van desde lunes a viernes.